# NGC 7356
NGC 7356 este o galaxie situată în constelația Pegas. A fost descoperită în 4 octombrie 1883 de către Édouard Stephan⁠(d). Se află la o distanță de 139,32 de megaparseci de Pământ.